# Land o' Lizards
Land o' Lizards is een Amerikaanse western uit 1916. Het was de eerste lange speelfilm geregisseerd door Frank Borzage.

## Verhaal
Een dievenbende heeft bezit genomen van de beste boerderij in de streek. Niemand is moedig genoeg om hen weg te jagen. Wanneer bekend raakt dat er goud is ontdekt op het landgoed, huurt een ontginningsbedrijf een geheimzinnige vreemdeling in om orde op zaken te stellen.

## Rolverdeling
| Acteur          | Personage    |
| --------------- | ------------ |
| Frank Borzage   | Vreemdeling  |
| Harvey Clark    | Ward Curtis  |
| Laura Sears     | Wynne Curtis |
| Perry Banks     | Dave Moore   |
| Ann Little      | Bobbie Moore |
| Jack Richardson | Buck Moran   |